# Penta (Fisciano)
Pour les articles homonymes, voir Penta.
Penta est la deuxième frazione de la municipalité de Fisciano par ordre de population, dans la province de Salerne, en Italie.

## Histoire

### Origines du nom

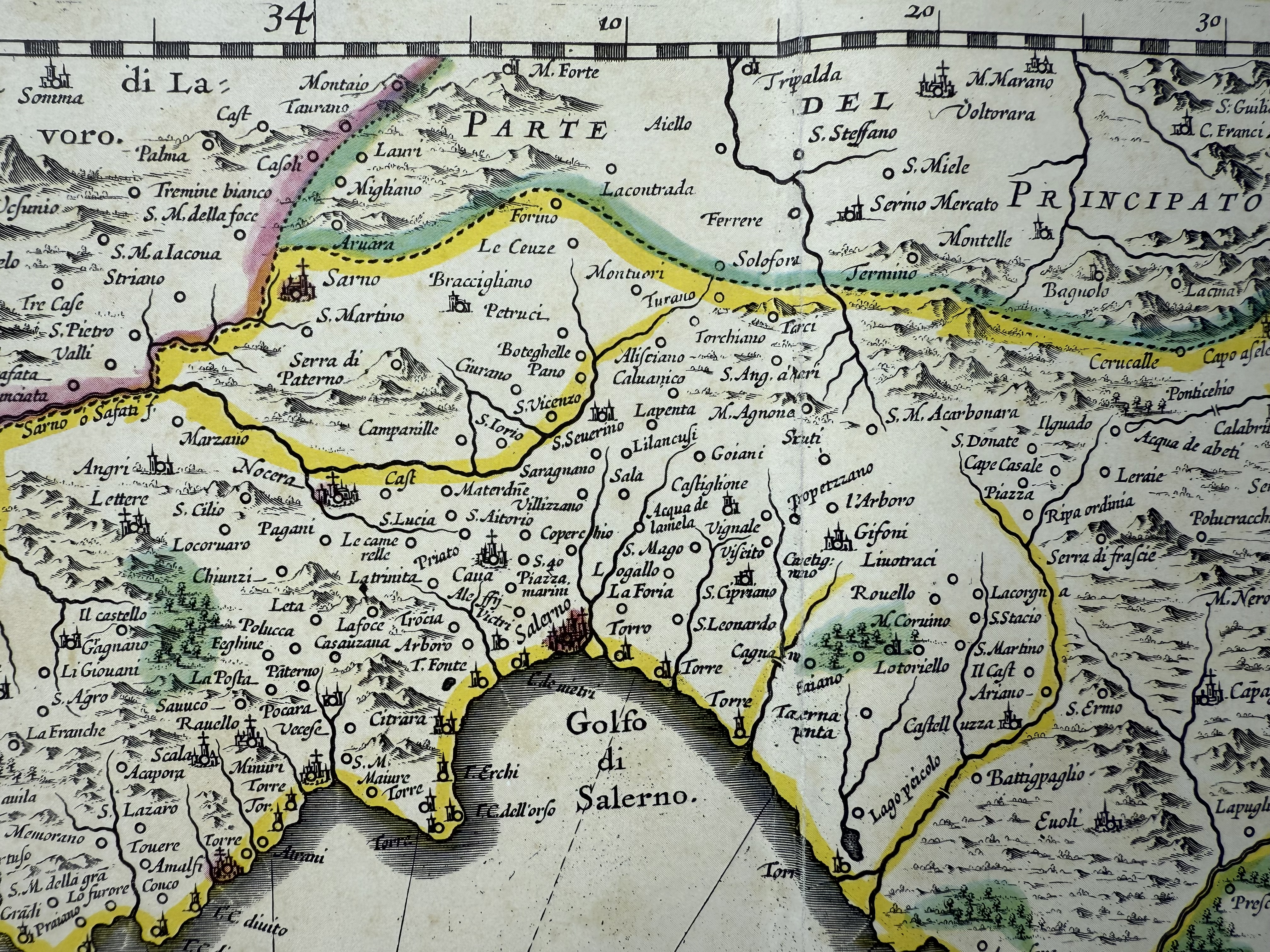
L’ancien toponyme Lapenta sur une carte de 1640 de Willem Janszoon Blaeu.

Le toponyme Penta fait l'objet de diverses interprétations, souvent ancrées dans la tradition locale et la géographie de la région ainsi que dans des études étymologiques au fil des ans.
Une hypothèse évocatrice mais néanmoins improbable ferait dériver le toponyme du grec ancien pente (πέντε), signifiant « cinq ». Selon cette théorie, le nom ferait référence à cinq anciennes portes ou entrées qui délimitaient le village (Porta Coeli - Porta Sant'Anna - Porta San Rocco - Porta Lauria et une cinquième porte, plus petite, appelée localement « o Vuccuo » dans le dialecte napolitain.
Cette interprétation, bien que suggestive, est remise en question, car les « cinq portes » sembleraient être des structures d'une époque ultérieure, que les premières nouvelles du village qui remontent à 1011 danse le Codex diplomaticus Cavensis de l'Abbaye territoriale de la Très-Sainte-Trinité de Cava.
La thèse de Natella est beaucoup plus convaincante : en cohérence avec l'orographie du lieu, il estime que le toponyme est lié au cours « Penta », donc à la « partie escarpée de la colline ». Probablement la même étymologie des toponymes cours de Penta di Casinca et Penta-Acquatella.